# Return J. Meigs, Jr.
Pour les articles homonymes, voir Meigs.
Return Jonathan Meigs, Jr. (17 novembre 1764 – 29 mars 1824) est un homme politique américain qui fut sénateur pour l'Ohio au Congrès des États-Unis de 1808 à 1810 puis gouverneur de l'Ohio de 1810 à 1814. Il fut ensuite nommé Postmaster General des États-Unis par le président James Madison et occupa ce poste jusqu'en 1823.

## Biographie
Return Jonathan Meigs, Jr. est né le 17 novembre 1764 à Middletown dans le Connecticut. Après des études au Yale College d'où il sort diplômé en 1785, il poursuit des études de droit et s'installe à Marietta en Ohio après avoir été admis au barreau.
Il occupe plusieurs postes au sein du gouvernement du territoire du Nord-Ouest avant de servir comme juge dans le territoire de Louisiane puis dans le territoire du Michigan. Meigs est ensuite élu au poste de gouverneur de l'Ohio en 1808 mais est déclaré inéligible pour ne pas avoir vécu suffisamment longtemps dans l'État. Il est alors élu au Sénat des États-Unis pour l'Ohio après la démission de John Smith et occupe ce poste jusqu'en 1810, date à laquelle il est de nouveau élu gouverneur de l'Ohio jusqu'en 1814. Meigs est ensuite nommé Postmaster General des États-Unis par le président James Madison et occupe ce poste jusqu'en 1823.
Il meurt le 29 mars 1825 à Marietta.